# Sergey Mironovich Kirov
Sergei Mironovich Kirov (tiếng Nga: Серге́й Миро́нович Ки́ров) họ khai sinh Kostrikov (Ко́стриков; 27 tháng 3 [lịch cũ 15 tháng 3] năm 1886 – 1 tháng 12 năm 1934) là một nhà lãnh đạo Bolshevik nổi bật thời kỳ đầu ở Liên Xô. Kirov lên dần qua các vị trí ở Đảng Cộng sản để trở thành người đứng đầu tổ chức đảng ở Leningrad.
Vào ngày 1 tháng 12 năm 1934, Kirov bị một tay súng sát hại tại văn phòng ở Viện Smolny. Một số sử gia gán trách nhiệm vụ ám sát này cho Joseph Stalin và cho rằng NKVD tổ chức thực hiện, tuy nhiên không đủ bằng chứng để kết luận. Cái chết của Kirov là một trong những cái cớ của việc leo thang đàn áp các nhân tố bất đồng chính kiến với Đảng của Stalin, mà đỉnh cao là cuộc Đại thanh trừng vào cuối thập niên 1930, trong đó nhiều người Bolshevik cũ bị bắt, bị khai trừ khỏi đảng và bị xử tử. Đồng lõa trong vụ ám sát Kirov là một tội chung chung mà các bị cáo thú nhận trong các phiên toà xét xử ở thời kỳ này.
Các thành phố Kirov, Kirovohrad, Kirovakan và Kirovabad, cũng như một số thành phố có tên Kirovsk, mang tên Kirov để tưởng niệm ông sau vụ ám sát. Sau khi Liên Xô tan rã thì Kirovakan và Kirovabad trở lại tên gọi cũ của chúng: Vanadzor và Ganja.

## Di sản
Kirov được chôn tại Nghĩa trang tường Điện Kremli trong một lễ quốc tang. Đích thân Stalin là một trong những người khênh quan tài.
Nhiều thành phố, phố và nhà máy mang tên ông. Trong nhiều năm, một bức tượng lớn của Kirov bằng đá và đồng nằm ở trung tâm thành phố Baku. Tượng đài này được dựng lên trên một ngọn đồi năm 1939 và bị dỡ xuống vào tháng 1 năm 1992, sau khi Azerbaijan tuyên bố độc lập. Các tàu tuần dương lớp Kirov mang tên ông.